# Eupithecia luteostrigata
Eupithecia luteostrigata är en fjärilsart som beskrevs av Otto Staudinger 1876. Eupithecia luteostrigata ingår i släktet Eupithecia och familjen mätare. Inga underarter finns listade i Catalogue of Life.